# 皮克林冰原島峰
71°24′S 70°47′E / 71.400°S 70.783°E
皮克林冰原島峰（英語：Pickering Nunatak）是南極洲的冰原島峰，位於麥克羅伯特森地的蘭伯特冰川終點東面，處於曼寧冰原島峰西南面37公里，由澳大利亞探險隊發現，現時由南極條約體系管理。